# Bielle (Pyrénées-Atlantiques)
Pour les articles homonymes, voir Bielle.
Bielle (en béarnais Vièla ou Bièle) est une commune française, située dans le département des Pyrénées-Atlantiques en région Nouvelle-Aquitaine.
Le gentilé est Biellois.

## Géographie

### Localisation

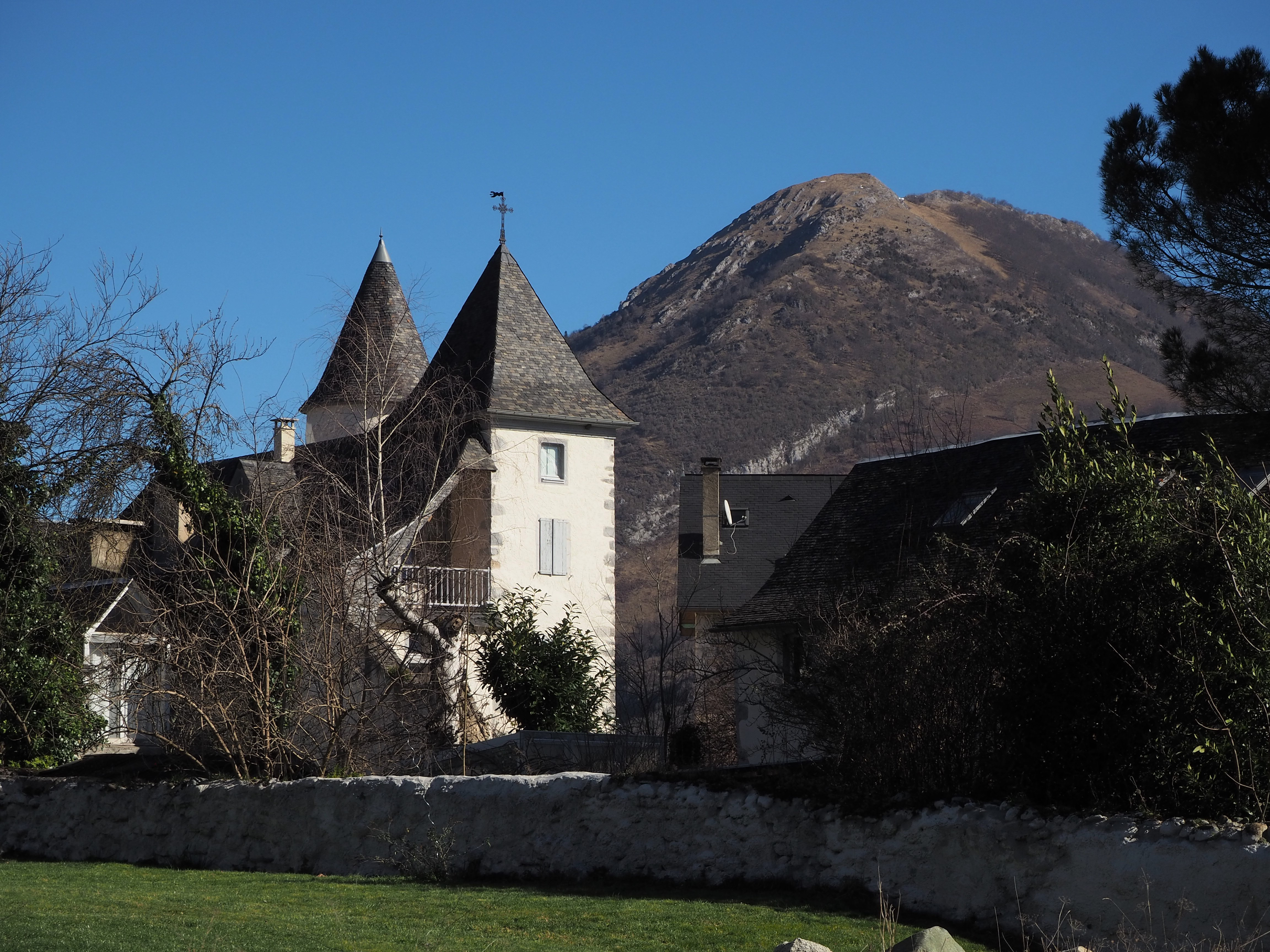
Bielle se trouve au milieu de la vallée d'Ossau.

La commune de Bielle se trouve dans le département des Pyrénées-Atlantiques, en région Nouvelle-Aquitaine.
Elle se situe à 31 km par la route de Pau, préfecture du département, et à 26 km d'Oloron-Sainte-Marie, sous-préfecture.
Les communes les plus proches sont : 
Bilhères (1,4 km), Castet (2,0 km), Gère-Bélesten (3,3 km), Louvie-Juzon (3,8 km), Aste-Béon (3,9 km), Izeste (4,2 km), Arudy (5,7 km), Sainte-Colome (5,8 km).
Sur le plan historique et culturel, Bielle fait partie de la province du Béarn, qui fut également un État et qui présente une unité historique et culturelle à laquelle s’oppose une diversité frappante de paysages au relief tourmenté.

### Communes limitrophes
- Bilhères et Izeste au nord
- Sarrance et Aydius à l'ouest
- Gère-Bélesten au sud
- Aste-Béon et Castet à l'est.

### Paysages et relief
Le Lauriolle culmine à 1 858 mètres, le Turon de la Técouère à 1 067 mètres et le pic Montagnon à 1 973 mètres.

### Hydrographie
La commune est drainée par le gave d'Oloron, L'Arriou Mage, Arrec Dou Sacq, arriou lamousquère, Arriou Médou, Arriou Tort, un bras du gave d'Ossau, gave d'Ossau, L'Arrigast, L'Arrioubeigt, le ruisseau Caou Sèque, le ruisseau de la Técouère, et par divers petits cours d'eau, constituant un réseau hydrographique de 28 km de longueur totale,.
Le gave d'Oloron, d'une longueur totale de 148,8 km, prend sa source dans la commune de Laruns et s'écoule vers le nord-ouest. Il traverse la commune et se jette dans le gave de Pau à Sorde-l'Abbaye, après avoir traversé 64 communes.

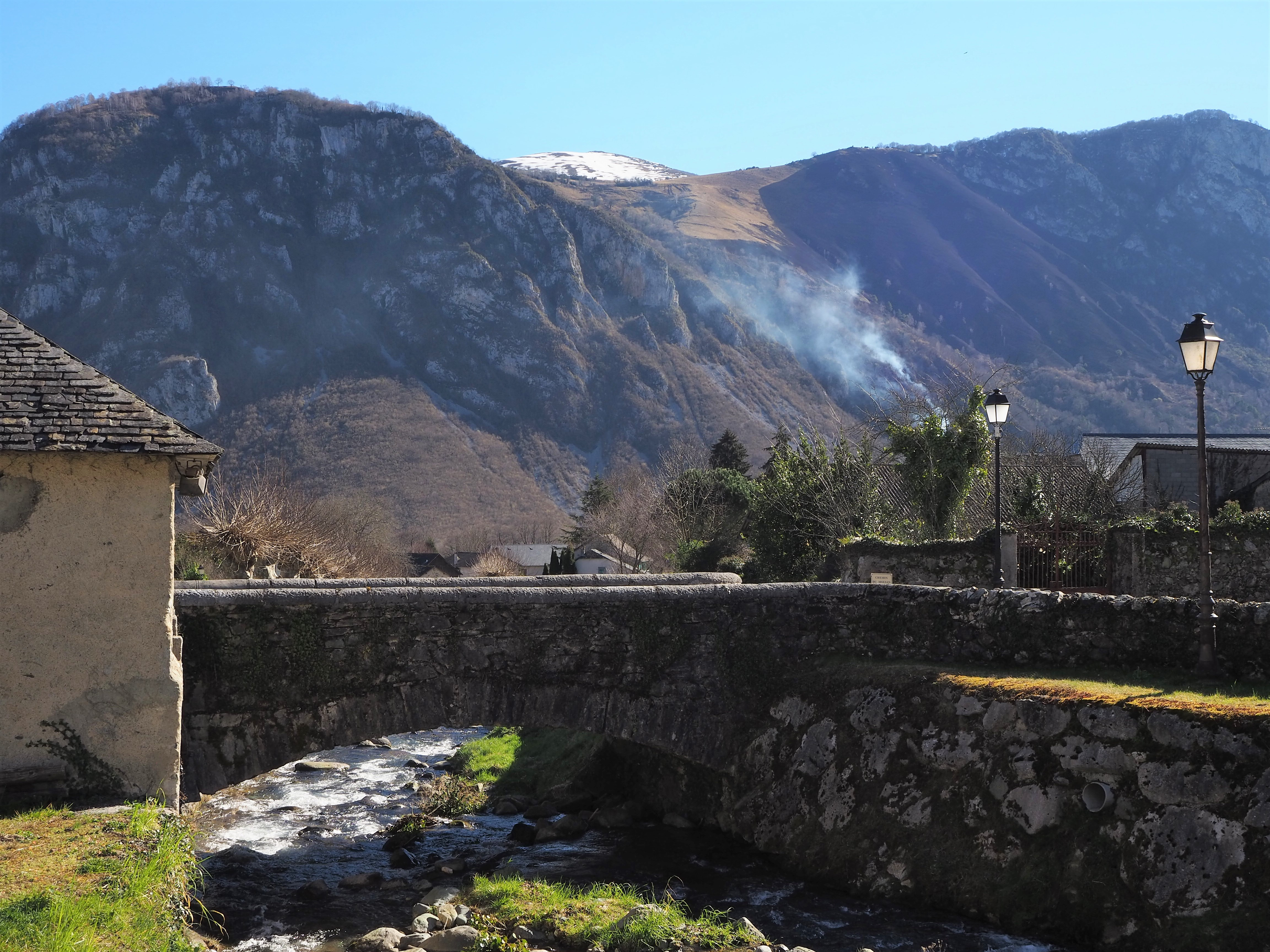
L'Arriou Mage.
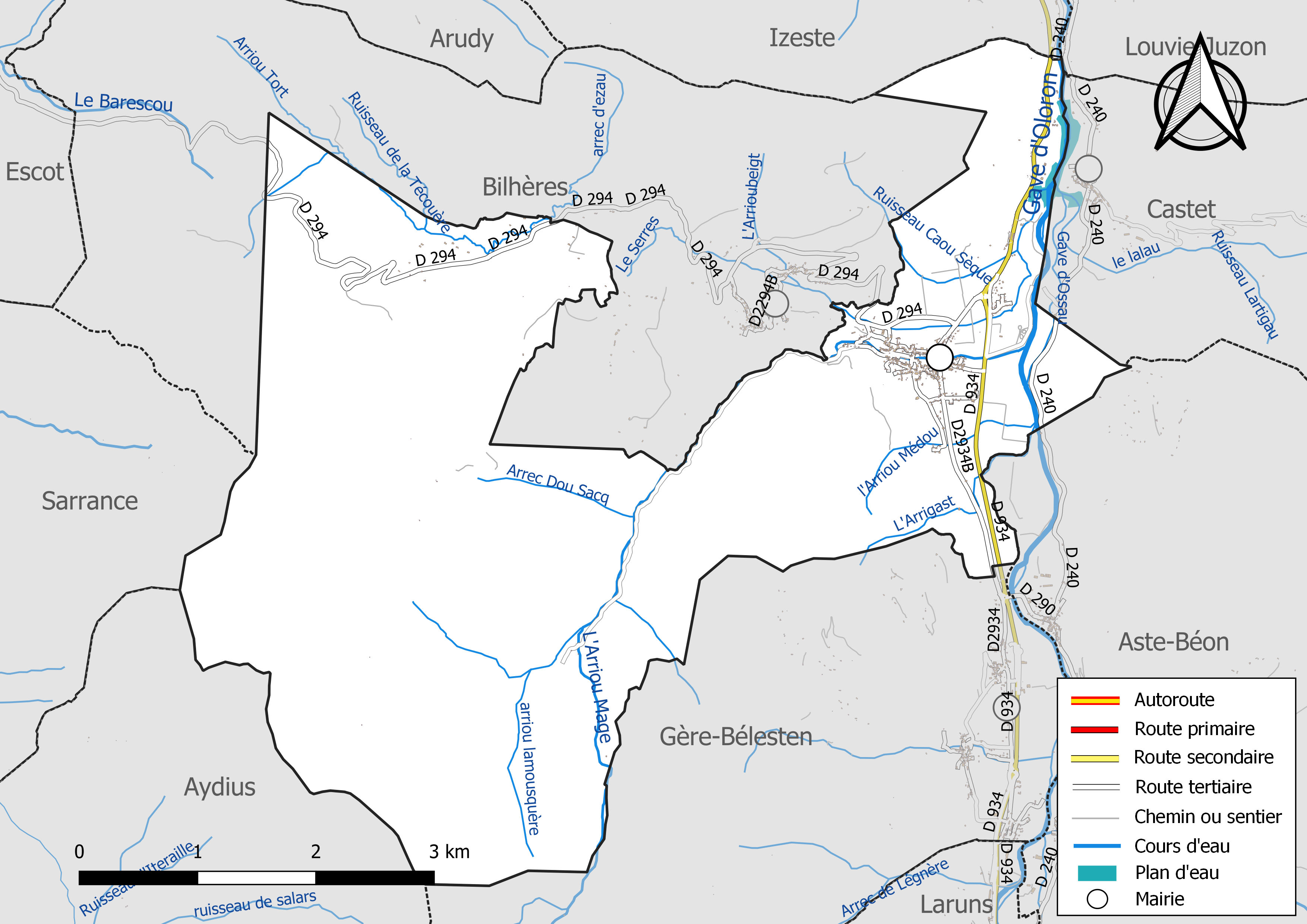
Réseaux hydrographique et routier de Bielle

### Climat
Pour des articles plus généraux, voir Climat de la Nouvelle-Aquitaine et Climat des Pyrénées-Atlantiques.
Historiquement, la commune est exposée à un climat de montagne.  
En 2020, Météo-France publie une typologie des climats de la France métropolitaine dans laquelle la commune est toujours exposée à un climat de montagne et est dans la région climatique Pyrénées atlantiques, caractérisée par une pluviométrie élevée (>1 200 mm/an) en toutes saisons, des hivers très doux (7,5 °C en plaine) et des vents faibles.
Pour la période 1971-2000, la température annuelle moyenne est de 12 °C, avec une amplitude thermique annuelle de 13,9 °C. Le cumul annuel moyen de précipitations est de 1 593 mm, avec 12,1 jours de précipitations en janvier et 9,7 jours en juillet. Pour la période 1991-2020, la température moyenne annuelle observée sur la station météorologique la plus proche, située sur la commune d'Arbéost à 13 km à vol d'oiseau, est de 10,2 °C et le cumul annuel moyen de précipitations est de 1 411,1 mm,. Pour l'avenir, les paramètres climatiques de la commune estimés pour 2050 selon différents scénarios d’émission de gaz à effet de serre sont consultables sur un site dédié publié par Météo-France en novembre 2022.

### Milieux naturels et biodiversité

#### Espaces protégés
La protection réglementaire est le mode d’intervention le plus fort pour préserver des espaces naturels remarquables et leur biodiversité associée,.
Dans ce cadre, la commune fait partie de la zone cœur et de l'aire d'adhésion du Parc National des Pyrénées. Créé en 1967 et d'une superficie de 45 806 ha, ce parc abrite une faune riche et spécifique particulièrement intéressante : importantes populations d’isards, colonies de marmottes réimplantées avec succès, grands rapaces tels le Gypaète barbu, le Vautour fauve, le Percnoptère d’Égypte ou l’Aigle royal, le Grand tétras et le discret Desman des Pyrénées qui constitue l’exemple type de ce précieux patrimoine confié au Parc national et aussi l'Ours des Pyrénées,.
La réserve naturelle de nidification des vautours fauves, créée le 11 décembre 1974, se situe sur le territoire des communes d'Aste-Béon, Bielle, Bilhères et Castet. Le musée qui lui est associé, dénommé « la falaise aux vautours », se trouve à l'entrée du village d'Aste-Béon.

#### Réseau Natura 2000
Le réseau Natura 2000 est un réseau écologique européen de sites naturels d'intérêt écologique élaboré à partir des Directives « Habitats » et « Oiseaux », constitué de zones spéciales de conservation (ZSC) et de zones de protection spéciale (ZPS).
Trois sites Natura 2000 ont été définis sur la commune au titre de la « directive Habitats », : 
- « le gave d'Ossau », d'une superficie de 2 300 ha, un vaste réseau de torrents d'altitude et de cours d'eau de coteaux à très bonne qualité des eaux[23] ;
- le « massif du Moulle de Jaout », d'une superficie de 16 350 ha, abritant en particulier six espèces rares, menacées à l’échelle mondiale. Certaines de ces espèces comme le Géranium de Bilhère ne se rencontrent qu’en Haut Béarn. D’autres, comme la Bartsie en épi (Northobartsia spicata), qui ne se rencontre en Béarn que sur le massif de Jaout, lui confèrent toute son originalité), qui ne se rencontre en Béarn que sur le massif de Jaout, lui confèrent toute son originalité[24] ;
- le « massif du Montagnon », d'une superficie de 8 694 ha, présentant de nombreux habitats de l'annexe I dont certains sont rares dans les Pyrénées[25] et une au titre de la « directive Oiseaux »[22],[Carte 3] :
- les « pènes du Moulle de Jaout », d'une superficie de 4 399 ha, un vaste ensemble montagneux comprenant des falaises exposées à l'Ouest, caractérisée par des habitats ouverts, forestiers et rupestres pyrénéens typiques favorisant la présence d'espèces ornithologiques majeures[26].

#### Zones naturelles d'intérêt écologique, faunistique et floristique
L’inventaire des zones naturelles d'intérêt écologique, faunistique et floristique (ZNIEFF) a pour objectif de réaliser une couverture des zones les plus intéressantes sur le plan écologique, essentiellement dans la perspective d’améliorer la connaissance du patrimoine naturel national et de fournir aux différents décideurs un outil d’aide à la prise en compte de l’environnement dans l’aménagement du territoire.
Quatre ZNIEFF de type 1 sont recensées sur la commune, : 
- le « bois du Bager » (2 758,51 ha), couvrant 5 communes du département[28] ;
- les « Penes de Béon et de Castet-Bielle » (145,02 ha), couvrant 3 communes du département[29] ;
- le « réseau hydrographique du gave d'ossau à l'amont d'arudy et ses rives » (586,79 ha), couvrant 12 communes du département[30] ;
- les « zones marécageuses du plateau du Benou » (113,42 ha), couvrant 2 communes du département[31] ;

et deux ZNIEFF de type 2,, : 
- le « réseau hydrographique du gave d'Oloron et de ses affluents » (6 885,32 ha), couvrant 114 communes dont 2 dans les Landes et 112 dans les Pyrénées-Atlantiques[32] ;
- la « vallée d'Ossau » (43 624,41 ha), couvrant 13 communes du département[33].

## Urbanisme

### Typologie
Au 1er janvier 2024, Bielle est catégorisée commune rurale à habitat dispersé, selon la nouvelle grille communale de densité à sept niveaux définie par l'Insee en 2022.
Elle est située hors unité urbaine et hors attraction des villes,.

### Occupation des sols

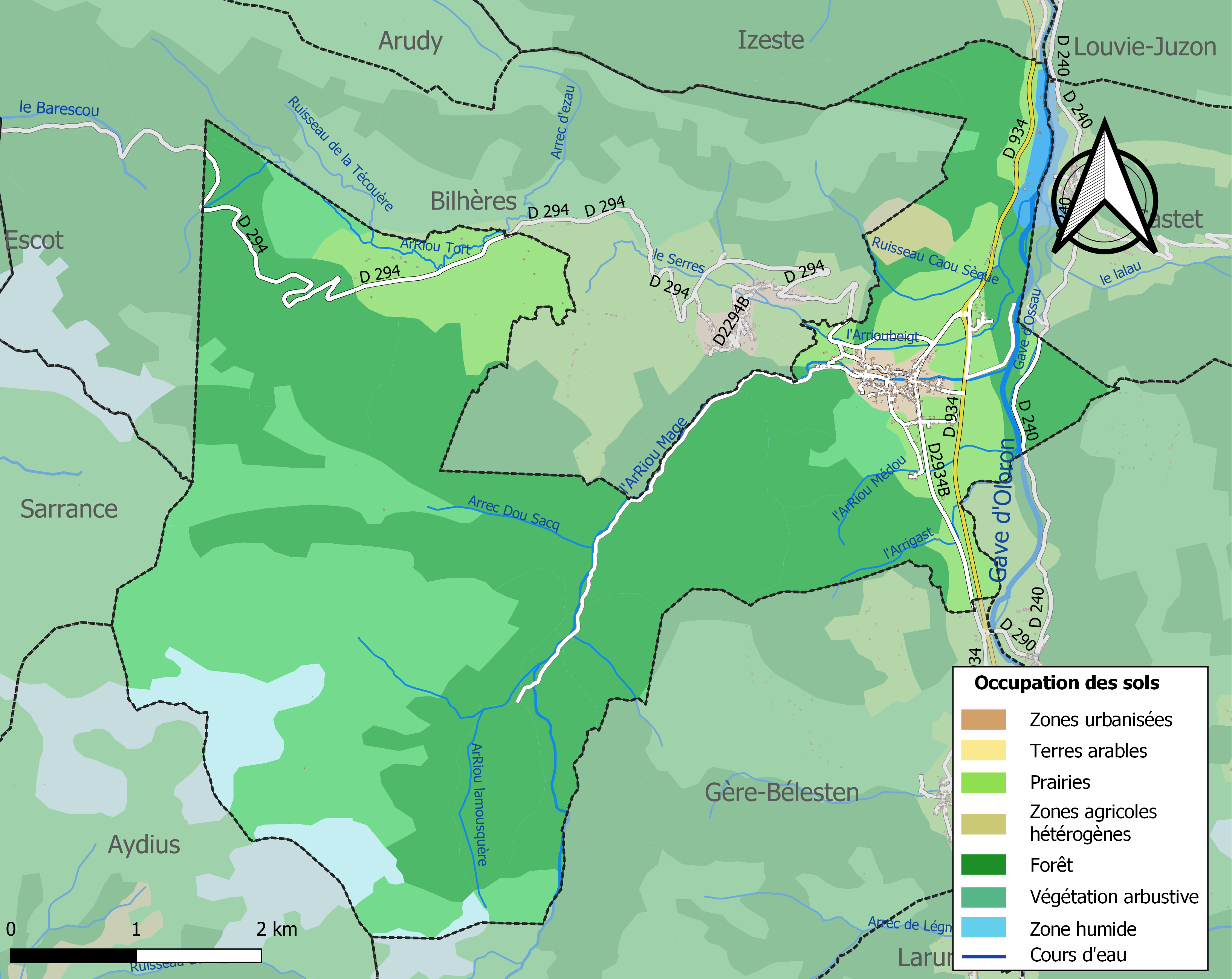
Carte des infrastructures et de l'occupation des sols de la commune en 2018 (CLC).

L'occupation des sols de la commune, telle qu'elle ressort de la base de données européenne d’occupation biophysique des sols Corine Land Cover (CLC), est marquée par l'importance des forêts et milieux semi-naturels (83,8 % en 2018), en augmentation par rapport à 1990 (81,6 %). La répartition détaillée en 2018 est la suivante : 
forêts (53,1 %), milieux à végétation arbustive et/ou herbacée (25,6 %), prairies (13,5 %), espaces ouverts, sans ou avec peu de végétation (5,1 %), zones urbanisées (1,2 %), zones agricoles hétérogènes (0,8 %), eaux continentales (0,7 %). L'évolution de l’occupation des sols de la commune et de ses infrastructures peut être observée sur les différentes représentations cartographiques du territoire : la carte de Cassini (XVIIIe siècle), la carte d'état-major (1820-1866) et les cartes ou photos aériennes de l'IGN pour la période actuelle (1950 à aujourd'hui).

### Lieux-dits et hameaux
- Arrédoumé (Mailh)[7]
- Artigasse (l’)[7]
- Aspeigt (Bourdiou d’)[7]
- Assiste (planné d’)[7]
- L'Ayguelade[38]
- Bacou (la)[7]
- Baylaucq[7]
- Belaste[7]
- Bergoueits[7]
- Boila (bois du)[7]
- Bordes (les)[7]
- Bouix (grange)[7]
- Bourdalat (le)[7]
- Capessas (les)[7]
- Crambots[7]
- Escure (Baigt d’)[7]
- Esturou[7]
- Fréchou (grange)[7]
- Garroc[7]
- Gergou[7]
- Ginde[7]
- Glouta[7]
- Gloutaret[7]
- Gospe[7]
- Herrère (bois de la)[7]
- Houndaets[7]
- Lacoudure[7]
- Lahet[7]
- Lannajus[7]
- Lansatté (col de)[7]
- Lariou (col de - 1843 m)[7]
- Laspalettes[7]
- Lauda[7]
- Layguette[7]
- Lescaumère[7]
- Losque (col de)[7]
- Mailh (Grand)[7]
- Moulis (les)[7]
- Nègre (Roc)[7]
- Ouillasse (Taloue déou)[7]
- Ourtiguet (l’)[7]
- Paradis (fontaine)[7]
- Poursiougue (fontaine de)[7]
- Roumagnère (la)[7]
- Saubajot (crète de)[7]
- Sède de Pan (crète)[7]
- Singles de Mailh Massibe (crète)[7]
- Siliacondre[7]
- Trèbessès[7]
- Trescaze[7]

### Voies de communication et transports
Bielle est desservie par la ligne 806 du réseau interurbain des Pyrénées-Atlantiques, qui va de Pau aux Eaux-Bonnes.

La commune est traversée par la route départementale 934.

### Risques majeurs
Le territoire de la commune de Bielle est vulnérable à différents aléas naturels : météorologiques (tempête, orage, neige, grand froid, canicule ou sécheresse), inondations, feux de forêts, mouvements de terrains, avalanche  et séisme (sismicité moyenne). Il est également exposé à un risque technologique, la rupture d'un barrage, et à un risque particulier : le risque de radon. Un site publié par le BRGM permet d'évaluer simplement et rapidement les risques d'un bien localisé soit par son adresse soit par le numéro de sa parcelle.

#### Risques naturels
Certaines parties du territoire communal sont susceptibles d’être affectées par le risque d’inondation par une crue torrentielle ou à montée rapide de cours d'eau, notamment le gave d'Oloron. La commune a été reconnue en état de catastrophe naturelle au titre des dommages causés par les inondations et coulées de boue survenues en 1982, 1987, 1990, 2007, 2009, 2019 et 2021,.
Bielle est exposée au risque de feu de forêt. En 2020, le premier plan de protection des forêts contre les incendies (PDPFCI) a été adopté pour la période 2020-2030. La réglementation des usages du feu à l’air libre et les obligations légales de débroussaillement dans le département des Pyrénées-Atlantiques font l'objet d'une consultation de public ouverte du 16 septembre au 7 octobre 2022,.
Les mouvements de terrains susceptibles de se produire sur la commune sont des mouvements de sols liés à la présence d'argile et des affaissements et effondrements liés aux cavités souterraines (hors mines). Afin de mieux appréhender le risque d’affaissement de terrain, un inventaire national permet de localiser les éventuelles cavités souterraines sur la commune.

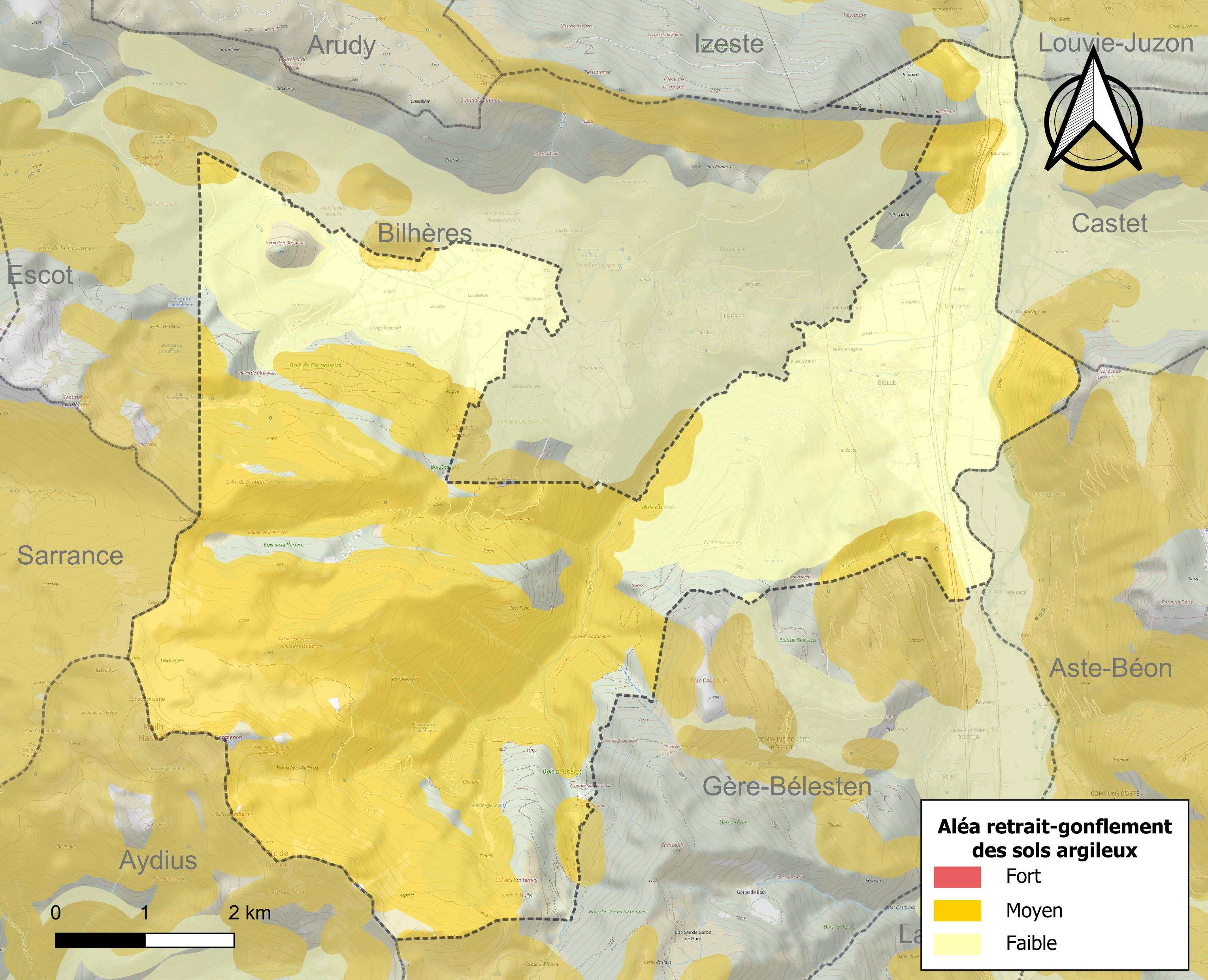
Carte des zones d'aléa retrait-gonflement des sols argileux de Bielle.

Le retrait-gonflement des sols argileux est susceptible d'engendrer des dommages importants aux bâtiments en cas d’alternance de périodes de sécheresse et de pluie. 55,5 % de la superficie communale est en aléa moyen ou fort (59 % au niveau départemental et 48,5 % au niveau national). Depuis le 1er octobre 2020, en application de la loi ELAN, différentes contraintes s'imposent aux vendeurs, maîtres d'ouvrages ou constructeurs de biens situés dans une zone classée en aléa moyen ou fort,.
La commune est exposée aux risques d'avalanche. Les habitants exposés à ce risque doivent se renseigner, en mairie, de l’existence d’un plan de prévention des risques avalanches (PPRA). Le cas échéant, identifier les mesures applicables à l'habitation, identifier, au sein de l'habitation, la pièce avec la façade la moins exposée à l’aléa pouvant faire office, au besoin, de zone de confinement et équiper cette pièce avec un kit de situation d’urgence,.

#### Risque technologique
La commune est en outre située en aval de barrages de classe A. À ce titre elle est susceptible d’être touchée par l’onde de submersion consécutive à la rupture de cet ouvrage.

#### Risque particulier
Dans plusieurs parties du territoire national, le radon, accumulé dans certains logements ou autres locaux, peut constituer une source significative d’exposition de la population aux rayonnements ionisants. Selon la classification de 2018, la commune de Bielle est classée en zone 2, à savoir zone à potentiel radon faible mais sur lesquelles des facteurs géologiques particuliers peuvent faciliter le transfert du radon vers les bâtiments.

## Toponymie
Le toponyme Bielle apparaît sous les formes 
Vila (1154, titres de Barcelone), 
Villa et Sen-Viviaa de Bielle (1355, cartulaire d'Ossau ou livre rouge), 
Biela (1614, réformation de Béarn).
Son nom béarnais est Vièla ou Bièle.
L'Aigualade est une chapelle de Bielle, mentionnée dès 1675 (réformation de Béarn).

## Histoire

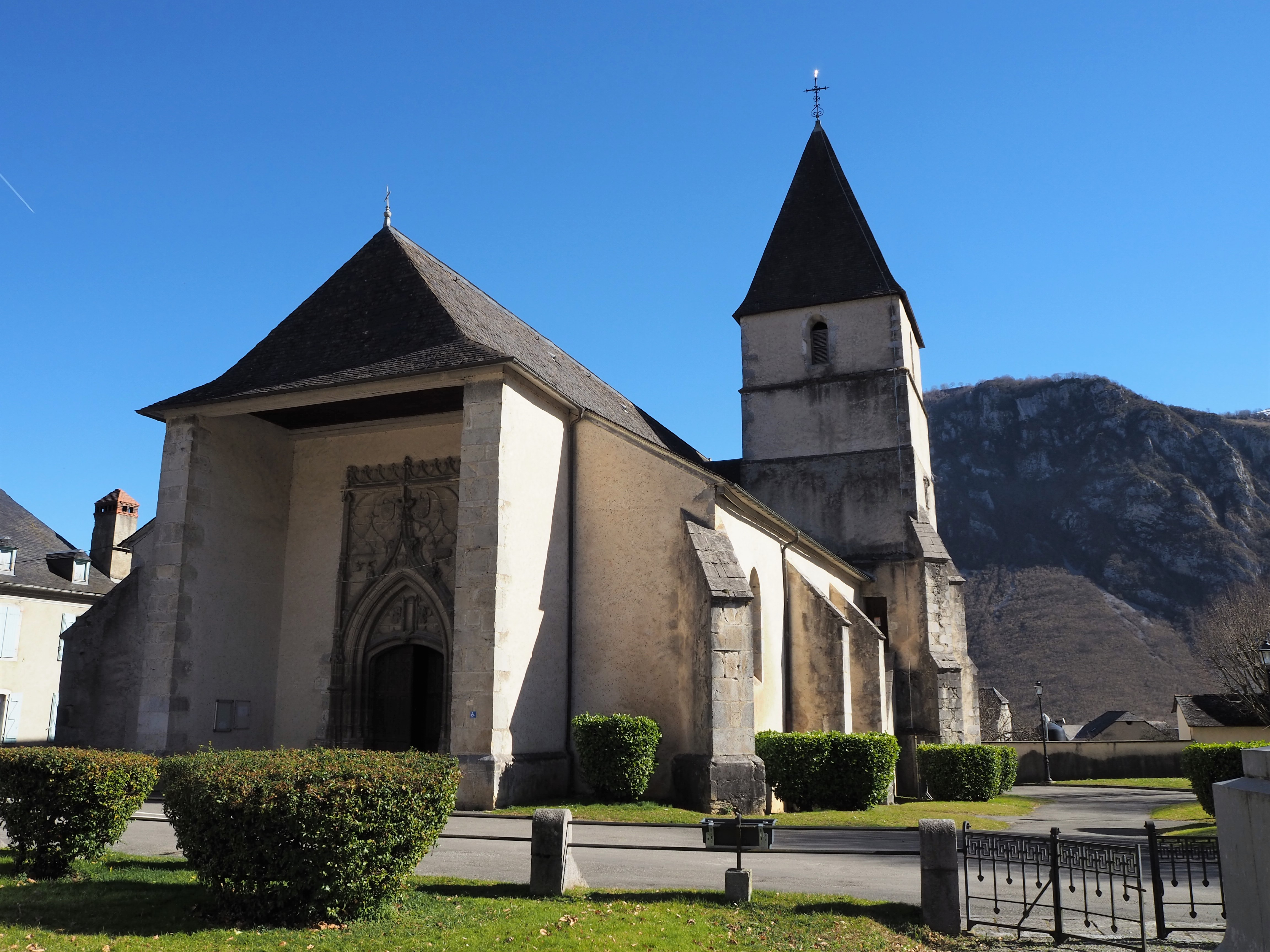
Les Jurats d'Ossau se réunissent dans le Ségrari de l'église Saint-Vivien.

Bielle apparait dans les registres paroissiaux pour la première fois en 1154 sous le nom de Vila, puis en 1289 sous le nom de Villa  En 1385 c'est le nom de Viele qui apparait, alors constitué de 82 Ostaüs, parmi lesquels celui de « l'espitaü deüs paubres » (Hôpital des pauvres) C'était également un monastère de bénédictins.
Bielle était la capitale de la vallée d'Ossau, en béarnais, « le Capdulh ». Les jurats du Vic d'en haut (Lou Vic Soubirou) et du Vic d'en bas (Lou Vic Juzaa) se réunissaient  dans son église. les archives du syndicat pastoral y étaient conservées.
Comme le suggère l'histoire de la toponymie, Bielle, capitale de la vallée d'Ossau, est construite sur l'emplacement d'une villa antique dont les ruines ont été mises au jour en 1842.
Le prieuré Sainte-Marie fondé par Galin, vicomte d'Ossau, au XIe siècle fut totalement détruit par les guerres de religion.
En 1790, Bielle était le chef-lieu d'un canton identique à celui du canton de Laruns d'aujourd'hui, augmenté de Louvie-Juzon, et dépendant du district d'Oloron.
La Marine royale exploita la forêt du Benou, située sur les territoires de Bielle et Bilhères, de 1766 à 1776 (voir Bilhères).

## Politique et administration
| Période                                  | Période    | Identité        | Étiquette | Qualité                        |
| ---------------------------------------- | ---------- | --------------- | --------- | ------------------------------ |
| Les données manquantes sont à compléter. |            |                 |           |                                |
| mars 1971                                | avril 2014 | Jean Baylaucq   | PS        | Conseiller général (1992-2004) |
| avril 2014                               | 2020       | Claude Gomez    |           |                                |
| 2020                                     | En cours   | Jean Montoulieu |           |                                |

### Intercommunalité
La commune fait partie de trois structures intercommunales :
- la communauté de communes de la Vallée d'Ossau ;
- le syndicat d’énergie des Pyrénées-Atlantiques ;
- le syndicat intercommunal pour le regroupement pédagogique des écoles de Bielle et de Bilhères-en-Ossau.

### Jumelages
Berbegal (Espagne) depuis 1986.

## Population et société

### Démographie
L'évolution du nombre d'habitants est connue à travers les recensements de la population effectués dans la commune depuis 1793. Pour les communes de moins de 10 000 habitants, une enquête de recensement portant sur toute la population est réalisée tous les cinq ans, les populations de référence des années intermédiaires étant quant à elles estimées par interpolation ou extrapolation. Pour la commune, le premier recensement exhaustif entrant dans le cadre du nouveau dispositif a été réalisé en 2005.

En 2022, la commune comptait 377 habitants, en évolution de −4,31 % par rapport à 2016 (Pyrénées-Atlantiques : +3,78 %, France hors Mayotte : +2,11 %).
| 1793 | 1800 | 1806 | 1821 | 1831 | 1836 | 1841 | 1846 | 1851 |
| ---- | ---- | ---- | ---- | ---- | ---- | ---- | ---- | ---- |
| 706  | 582  | 507  | 799  | 883  | 893  | 843  | 916  | 892  |

| 1856 | 1861 | 1866 | 1872 | 1876 | 1881 | 1886 | 1891 | 1896 |
| ---- | ---- | ---- | ---- | ---- | ---- | ---- | ---- | ---- |
| 891  | 859  | 855  | 819  | 830  | 890  | 840  | 873  | 844  |

| 1901 | 1906 | 1911 | 1921 | 1926 | 1931 | 1936 | 1946 | 1954 |
| ---- | ---- | ---- | ---- | ---- | ---- | ---- | ---- | ---- |
| 728  | 729  | 710  | 676  | 680  | 650  | 611  | 542  | 520  |

| 1962 | 1968 | 1975 | 1982 | 1990 | 1999 | 2005 | 2006 | 2010 |
| ---- | ---- | ---- | ---- | ---- | ---- | ---- | ---- | ---- |
| 547  | 551  | 509  | 445  | 470  | 436  | 459  | 460  | 444  |

| 2015 | 2020 | 2022 | - | - | - | - | - | - |
| ---- | ---- | ---- | - | - | - | - | - | - |
| 400  | 390  | 377  | - | - | - | - | - | - |

## Économie
L'économie de la commune est essentiellement orientée vers l'agriculture et l'élevage. La fabrication de fromages fermiers est également une des ressources de la commune, qui fait partie de la zone d'appellation de l'ossau-iraty.
À l'exploitation forestière et la production de bois, s'est ajoutée une activité de fabrication de meubles.

## Culture locale et patrimoine

### Patrimoine civil

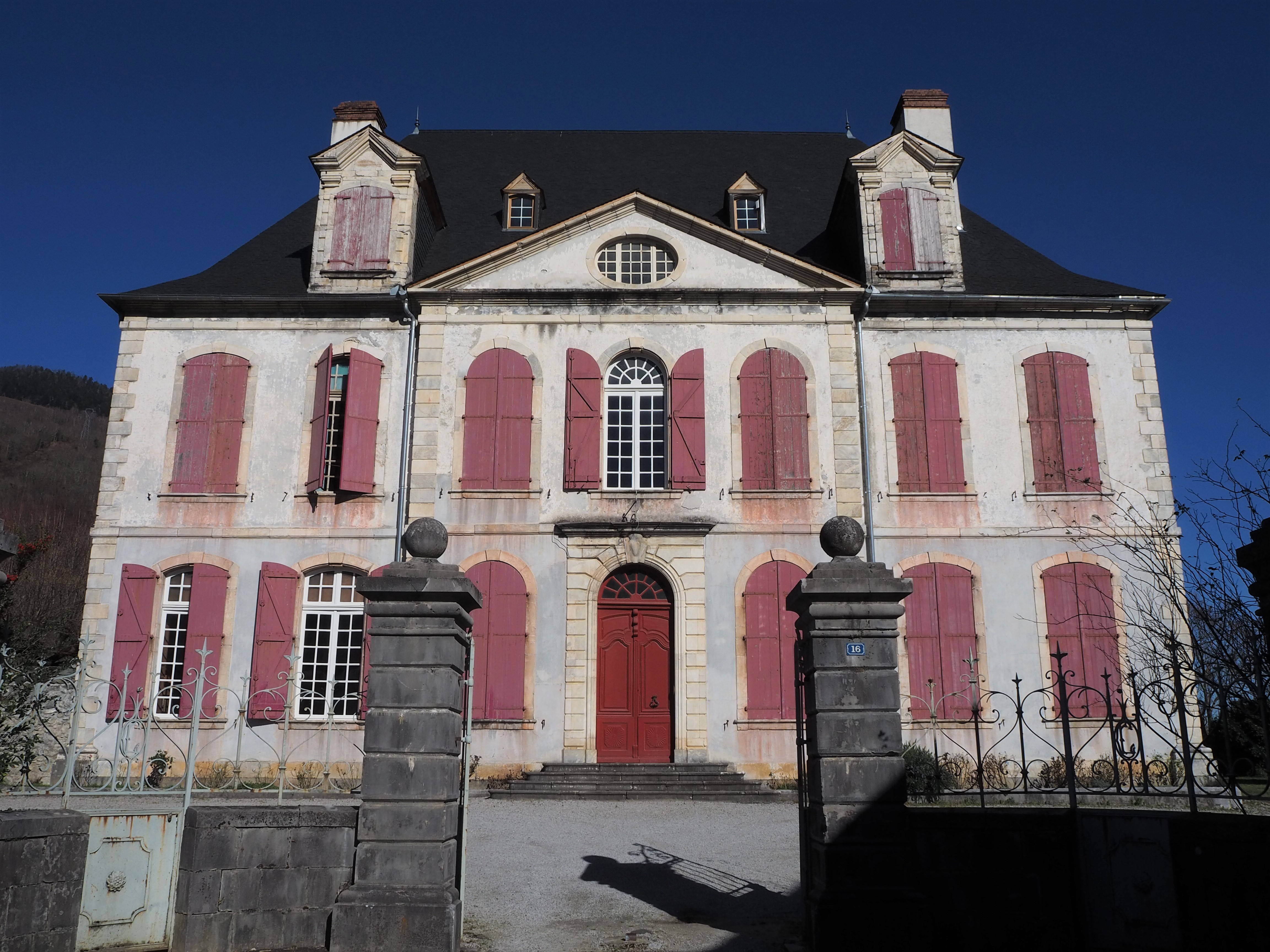
Le château de Bielle.

Le château de Bielle fut construit entre 1766 et 1770 sur commande du marquis Jean-Joseph de Laborde. L'édifice est inscrit aux monuments historiques depuis 2004.

### Patrimoine religieux

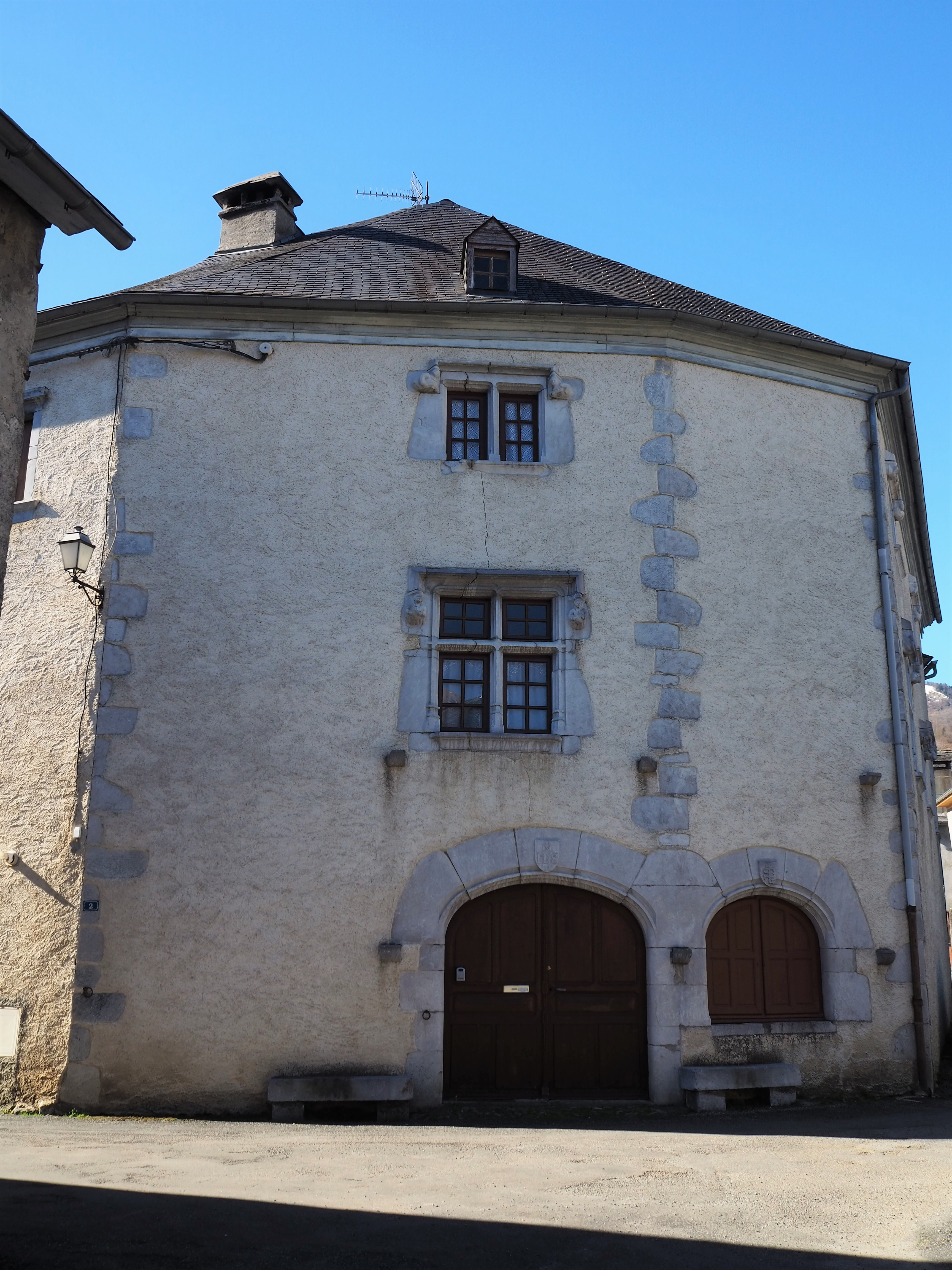
La maison Nolibos est construite à partir de l'ancienne église romane.

L'église Saint-Vivien, du XVe siècle est un édifice classé. Elle recèle du mobilier,,, et des objets classés par les monuments historiques.

La chapelle Notre-Dame, au lieu-dit Ayguelade, du XVIIe siècle, fut reconstruite au XIXe siècle. Elle est inscrite à l'Inventaire général du patrimoine culturel.

## Événements sportifs
La commune se situe sur le trajet de la 16e étape du Tour de France 2007 qui a eu lieu le 25 juillet. Le parcours de 218 kilomètres relia Orthez à Gourette - col d'Aubisque.

## Équipements
La commune possède une école maternelle.

## Personnalités liées à la commune
- Saint-John Perse y séjourna à de nombreuses reprises, notamment durant son adolescence. À Bielle il prit aussi le temps d'écrire certaines de ses œuvres.
- Jean de Laborde repose dans le cimetière de Bielle, là où son aïeul Jean-Joseph de Laborde a fait construire un château.

## Pour approfondir